# Paralisação lunar
Uma paralisação lunar (do inglês, lunar standstill) ou lunistício (lunistice) acontece quando a Lua chega em seu ponto mais ao norte ou mais ao sul durante o curso de um mês (especificamente, um mês lunar de 27,2 dias). A declinação (coordenada celestial análoga à latitude geográfica) no lunistício varia periodicamente num ciclo de 18,6 anos, entre o mínimo de 18,134º (norte ou sul) e o máximo de 28,725º (norte ou sul), devido à precessão lunar. Esses extremos são chamados de lunistícios maiores ou menores.
O último lunistício menor ocorreu em outubro de 2015, com o próximo sendo previsto para maio de 2034. O último lunistício maior aconteceu em junho de 2006, com o próximo previsto para acontecer 21 de junho de 2024. 
Atualmente o lunistício norte ocorre quando a Lua está na constelação de Taurus, na parte superior de Orion, Gemini ou às vezes na parte mais ao sul da constelação de Auriga (como acontece num lunistício maior). O lunistício sul acontece quando a Lua está ou em Sagittarius ou em Ophiuchus. Devido à precessão do eixo da Terra, as localizações celestes mais ao norte ou mais ao sul que a Lua pode assumir movem em direção ao oeste: em cerca de 13.000 anos o lunistício norte acontecerá em Sagitário e Ofíuco e o lunistício sul acontecerá na área da constelação de Gêmeos. 
Durante um lunistício menor, as forças de maré aumentam levemente em alguns lugares, provocando o aumento da amplitude das marés e inundações em áreas mais baixas, litorâneas.
Num lunistício maior, a variação da declinação da Lua, e consequentemente, a variação do seu azimute ao nascer e ao se por, atinge seu máximo. Como resultado, para observadores nas latitudes intermediárias, a altura da Lua na sua culminação superior (o momento diário em que o astro cruza o meridiano do observador acima do horizonte) varia do seu maior valor possível para o seu mínimo possível acima do horizonte num intervalo de duas semanas, indo para o norte ou para o sul (dependendo do hemisfério do observador). Similarmente, seu azimute ao naser muda de nordeste para sudeste e seu ocaso de noroeste para sudoeste. Em um ano de lunistício maior, eclipses solares acontecem em março no nó descendente da órbita lunar, e em setembro no seu nó ascendente. Num ano de lunistício menor, a situação acontece de forma inversa.
Os períodos de lunistício aparentam terem tido um significado especial nas sociedades da Idade do Bronze que construíram monumentos megalíticos nas ilhas da Grã-Bretanha e Irlanda. Eles também possuem uma certa importância para algumas religiões neopagãs. Evidências foram encontradas em locais antigos de culturas ancestrais de alinhamentos de estruturas com os locais de nascer e ocaso lunar em dias de lunistício, como nos locais encontrados nos estados do Colorado (Monumento Nacional Chimney Rock) e Ohio (tradição Hopewell). 

## Origem do nome
O termo paralisação lunar foi aparentemente usado pela primeira vez pelo engenheiro Alexander Thom no seu livro Megalithic Lunar Observatories ("Observatórios Lunares Megalíticos"), publicado em 1971. O termo solstício, que deriva do verbete do Latim solstituim: sol- (sol) + -stituim (uma parada), descreve os extremos similares que a declinação do Sol também alcança em sua variação, mais familiares à nós por serem intimamente ligados com as estações do ano. Nem o Sol nem a Lua ficam parados, obviamente;  o que para, momentaneamente, é a mudança da declinação. A palavra trópico, como usada em Trópico de Capricórnio, vem do Grego Antigo, significando "tornar-se", fazendo referência como o movimento de aumento (ou diminuição) torna-se num movimento de diminuição (ou aumento) da declinação no momento do solstício.